# 281
El 281 (CCLXXXI) fou un any comú començat en dissabte del calendari julià.

## Esdeveniments
- Imperi Romà: Marc Aureli Probe derrota l'usurpador Pròcul i el fa executar.

## Necrològiques
- Imperi Romà: Tit Eli Pròcul, usurpador del títol imperial, executat per ordre de Probe.